# Cajolá
Cajolá é uma cidade da Guatemala do departamento de Quetzaltenango.